# Edward Oscar Ulrich
Edward Oscar Ulrich (Covington, Kentucky, 1 de fevereiro de 1857 – Washington, D.C., 22 de fevereiro de 1944) foi um paleontologista dos invertebrados especializado no estudo dos fósseis paleozóicos.